# Saint-Georges-d’Annebecq
Saint-Georges-d’Annebecq ist eine französische Gemeinde mit 167 Einwohnern (Stand: 1. Januar 2022) im Département Orne in der Region Normandie (vor 2016 Basse-Normandie). Sie gehört zum Arrondissement Argentan und ist Mitglied im Gemeindeverband Terres d’Argentan Interco. Die Einwohner werden Georgiens und Georgiennes genannt.

## Geografie

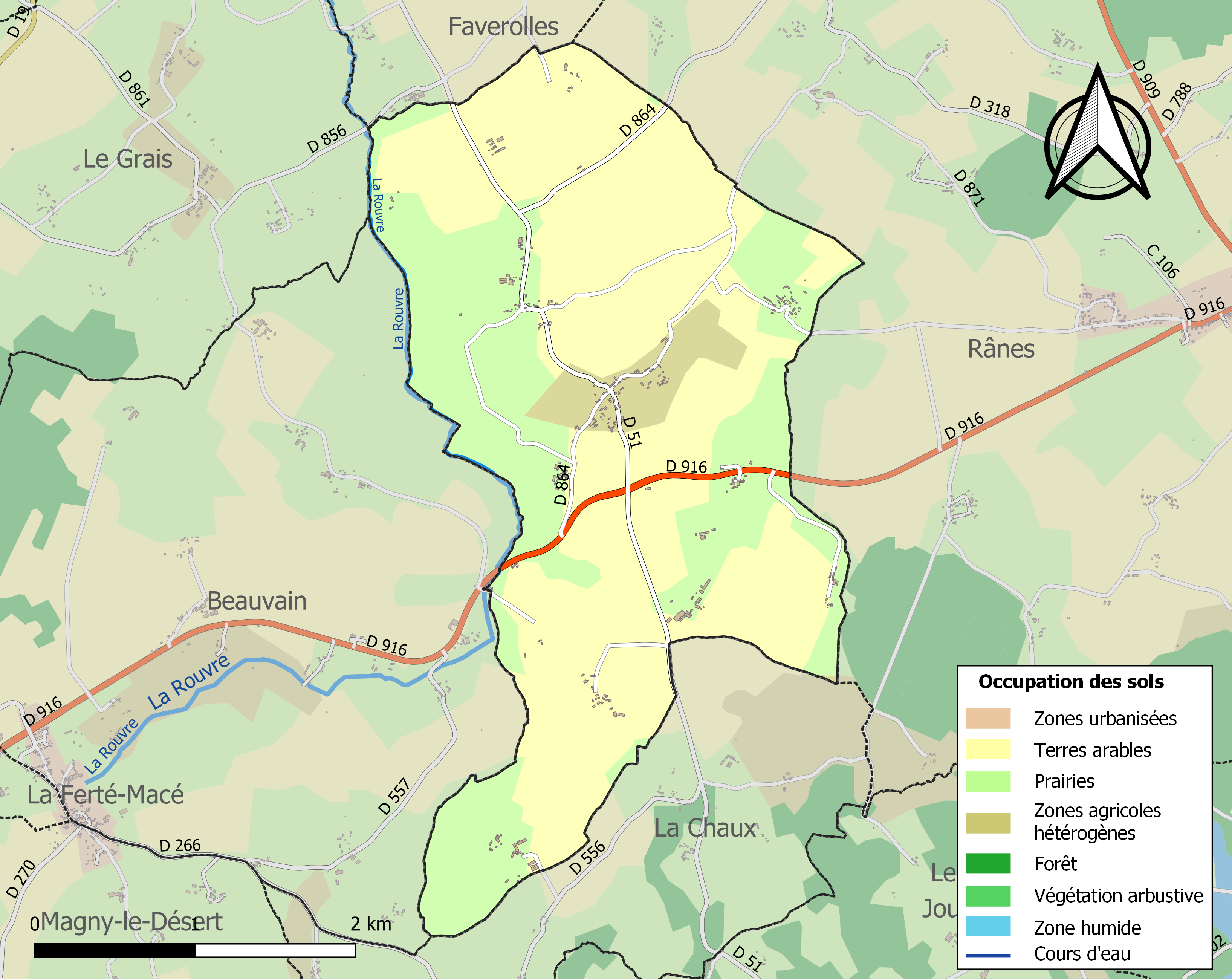
Bodennutzung, Hydrografie und Infrastruktur der Gemeinde (2018)

Saint-Georges-d’Annebecq liegt etwa 22 Kilometer südwestlich von Argentan und etwa 34 Kilometer nordwestlich von Alençon in der Région naturelle Pays d’Houlme. Die Gemeinde grenzt an den Regionalen Naturpark Normandie-Maine. Die Rouvre, ein Nebenfluss der Orne, begrenzt zu einem großen Teil das Gemeindegebiet im Westen. Es wird außerdem vom Ruisseau des Masses und verschiedenen kleineren Bächen und Gräben entwässert. Das Zentrum liegt auf einer Höhe von etwa 230 m. Das Relief des Gebiets ist hügelig, fällt am Austritt der Rouvre im Nordwesten auf 213 m ab und steigt im Südosten auf 292 m an.
Teile des Gebiets von Saint-Georges-d’Annebecq gehören zu den ZNIEFF-Naturzonen „Bassin de la Rouvre“ (250008499) und „Prairies tourbeuses de la Fosse“ (250015956). Nahezu die gesamte Fläche der Gemeinde wird landwirtschaftlich, hauptsächlich als Kulturboden (rund 60 %) genutzt (Stand: 2018).
Umgeben wird Saint-Georges-d’Annebecq von den Nachbargemeinden Faverolles im Norden, Rânes im Osten, La Chaux im Süden, Beauvain im Westen und Südwesten sowie Le Grais im Westen und Nordwesten.

## Bevölkerungsentwicklung

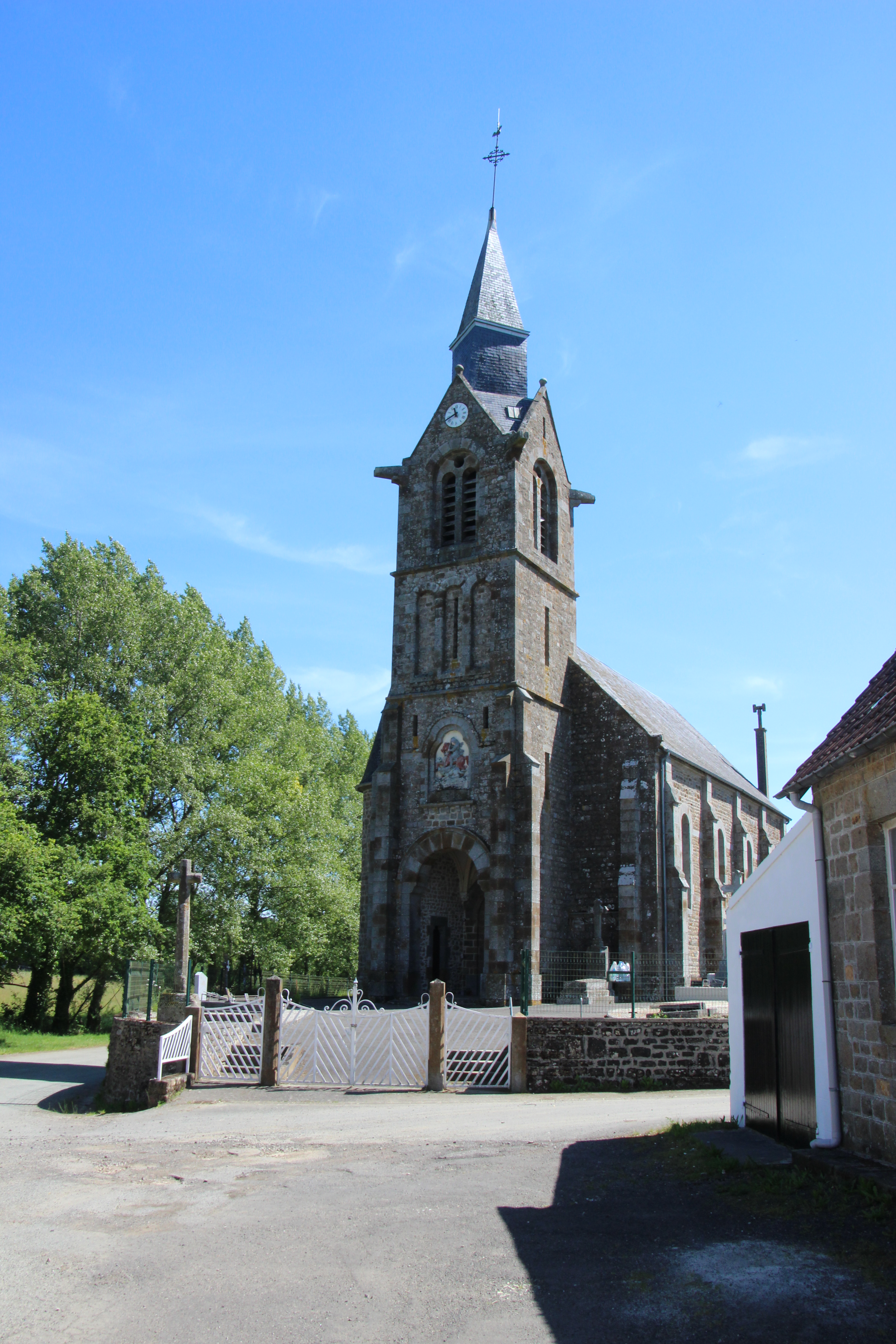
Kirche Saint-Georges

| Saint-Georges-d’Annebecq: Einwohnerzahlen von 1793 bis 2020                                                                | Saint-Georges-d’Annebecq: Einwohnerzahlen von 1793 bis 2020 | Saint-Georges-d’Annebecq: Einwohnerzahlen von 1793 bis 2020 | Saint-Georges-d’Annebecq: Einwohnerzahlen von 1793 bis 2020 | Saint-Georges-d’Annebecq: Einwohnerzahlen von 1793 bis 2020 |
| --- | ----------------------------------------------------------- | ----------------------------------------------------------- | ----------------------------------------------------------- | ----------------------------------------------------------- |
| Jahr |                                                             |                                                             |                                                             | Einwohner                                                   |
| 1793 | 1793                                                        |                                                             | 633                                                         | 633                                                         |
| 1800 | 1800                                                        |                                                             | 606                                                         | 606                                                         |
| 1806 | 1806                                                        |                                                             | 666                                                         | 666                                                         |
| 1821 | 1821                                                        |                                                             | 692                                                         | 692                                                         |
| 1836 | 1836                                                        |                                                             | 686                                                         | 686                                                         |
| 1841 | 1841                                                        |                                                             | 732                                                         | 732                                                         |
| 1846 | 1846                                                        |                                                             | 772                                                         | 772                                                         |
| 1851 | 1851                                                        |                                                             | 690                                                         | 690                                                         |
| 1856 | 1856                                                        |                                                             | 630                                                         | 630                                                         |
| 1861 | 1861                                                        |                                                             | 615                                                         | 615                                                         |
| 1866 | 1866                                                        |                                                             | 605                                                         | 605                                                         |
| 1872 | 1872                                                        |                                                             | 553                                                         | 553                                                         |
| 1876 | 1876                                                        |                                                             | 515                                                         | 515                                                         |
| 1881 | 1881                                                        |                                                             | 459                                                         | 459                                                         |
| 1886 | 1886                                                        |                                                             | 431                                                         | 431                                                         |
| 1891 | 1891                                                        |                                                             | 397                                                         | 397                                                         |
| 1896 | 1896                                                        |                                                             | 411                                                         | 411                                                         |
| 1901 | 1901                                                        |                                                             | 412                                                         | 412                                                         |
| 1906 | 1906                                                        |                                                             | 385                                                         | 385                                                         |
| 1911 | 1911                                                        |                                                             | 359                                                         | 359                                                         |
| 1921 | 1921                                                        |                                                             | 288                                                         | 288                                                         |
| 1926 | 1926                                                        |                                                             | 286                                                         | 286                                                         |
| 1931 | 1931                                                        |                                                             | 277                                                         | 277                                                         |
| 1936 | 1936                                                        |                                                             | 260                                                         | 260                                                         |
| 1946 | 1946                                                        |                                                             | 271                                                         | 271                                                         |
| 1954 | 1954                                                        |                                                             | 264                                                         | 264                                                         |
| 1962 | 1962                                                        |                                                             | 242                                                         | 242                                                         |
| 1968 | 1968                                                        |                                                             | 228                                                         | 228                                                         |
| 1975 | 1975                                                        |                                                             | 219                                                         | 219                                                         |
| 1982 | 1982                                                        |                                                             | 203                                                         | 203                                                         |
| 1990 | 1990                                                        |                                                             | 187                                                         | 187                                                         |
| 1999 | 1999                                                        |                                                             | 177                                                         | 177                                                         |
| 2006 | 2006                                                        |                                                             | 164                                                         | 164                                                         |
| 2013 | 2013                                                        |                                                             | 143                                                         | 143                                                         |
| 2020 | 2020                                                        |                                                             | 161                                                         | 161                                                         |
| Quelle(n): EHESS/Cassini bis 1999, INSEE ab 2006 Anmerkung(en): Ab 1962 offizielle Zahlen ohne Einwohner mit Zweitwohnsitz |                                                             |                                                             |                                                             |                                                             |

## Sehenswürdigkeiten
- Kirche Saint-Georges
- Burg Annebecq

## Verkehr
Die Departementsstraße D 916, die ehemalige Route nationale 816 von Vimoutiers nach Saint-Fraimbault-de-Prières in der Nähe von Mayenne, durchquert die Gemeinde zentral von Ost nach West. Die nachgeordneten Departementsstraßen D 51 und D 864 sowie lokale Landstraßen verbinden die Weilern der Gemeinde und Nachbargemeinden.